# Golobradovo
Golobradovo (bulgariska: Голобрадово) är ett distrikt i Bulgarien.   Det ligger i kommunen Obsjtina Stambolovo och regionen Chaskovo, i den södra delen av landet, 230 km sydost om huvudstaden Sofia.
I omgivningarna runt Golobradovo växer i huvudsak blandskog. Runt Golobradovo är det ganska glesbefolkat, med 21 invånare per kvadratkilometer.